# 鄧迪捕鯨遠征

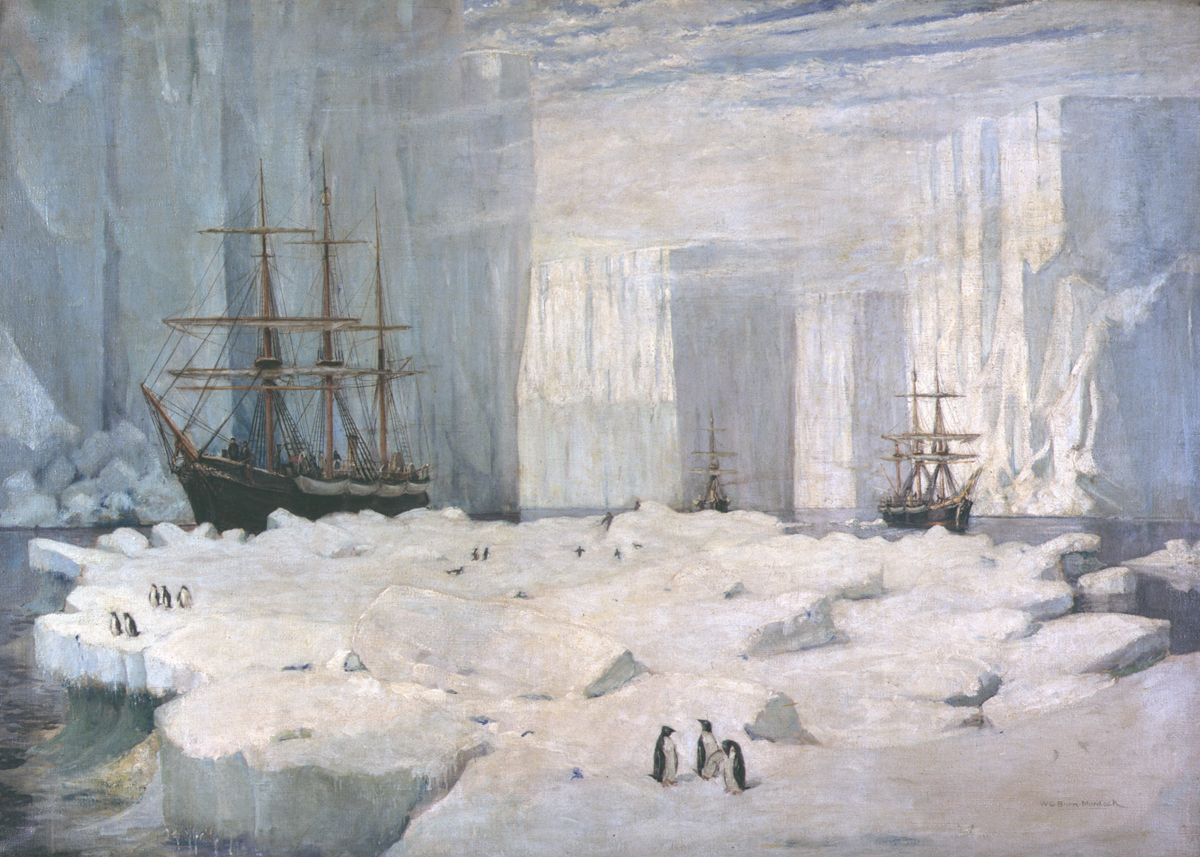
鄧迪捕鯨探險，苏格兰画家威廉·戈登·本恩·莫道克（William Gordon Burn Murdoch）绘制

鄧迪捕鯨探險（英語：Dundee Whaling Expedition）是一場發生於1892年至1893年的南極探險活動。由蘇格蘭鄧迪的捕鯨公司所發起，目的是探勘新的漁業資源，以應付日益縮減的北極鯨群數量。他們以四艘蒸汽船組成的船隊，分別是「巴勒納」號、「活躍」號、「迪亞那」號和「極星」號於1892年9月6日從鄧迪出發，搜尋露脊鯨。蘇格蘭探險家威廉·斯皮爾斯·布魯斯也在「巴勒納」號上。然而，棲息於南極海域的巨大藍鯨不易捕捉，使他們改為獵捕海豹。1892年1月8日，「活躍」號船長托马斯·罗伯逊發現了鄧迪島63°30′S 055°55′W / 63.500°S 55.917°W。